# Yaodian, Shaanxi
Yaodian (kinesiska: 窑店, 窑店镇) är en köpinghuvudort i Kina. Den ligger i provinsen Shaanxi, i den nordvästra delen av landet, omkring 16 kilometer norr om provinshuvudstaden Xi'an. Antalet invånare är 22 759. Befolkningen består av 11 122 kvinnor och 11 637 män. Barn under 15 år utgör 12,0 %, vuxna 15-64 år 78 %, och äldre över 65 år 9,0 %.
Runt Yaodian är det mycket tätbefolkat, med 2 521 invånare per kvadratkilometer. Närmaste större samhälle är Xi'an, 18,0 km söder om Yaodian. Trakten runt Yaodian består till största delen av jordbruksmark.
Genomsnittlig årsnederbörd är 669 millimeter. Den regnigaste månaden är september, med i genomsnitt 149 mm nederbörd, och den torraste är december, med 1 mm nederbörd.